# Holger Green
Holger Green (* 22. September 1951 in Bernburg (Saale)) ist ein deutscher Diplomat, der unter anderem Botschafter in Kirgisistan, im Jemen und in Tadschikistan war.

## Biografie
Nach dem Abitur 1970 am Einhard-Gymnasium in Aachen studierte er zwischen 1970 und 1975 Mathematik und Geographie an der RWTH Aachen und der Johannes Gutenberg-Universität Mainz. Nach Beendigung des Studiums befand er sich zwischen 1976 und 1977 im Lehramtsreferendariat.
1977 trat er in den Diplomatischen Dienst ein und fand nach Beendigung der Attachéausbildung 1979 zunächst Verwendung als Kulturreferent der Botschaft in der Volksrepublik China sowie im Anschluss von 1982 bis 1985 als Referent in der Kulturabteilung des Auswärtigen Amtes in Bonn. Nach einer Tätigkeit als Ständiger Vertreter des Botschafters in Nepal war er von 1988 bis 1991 Stellvertretender Leiter der Wirtschaftsabteilung der Botschaft in Japan. Danach befand er sich in gleicher Position an der Botschaft in Frankreich, ehe er von 1994 bis 1997 Stellvertretender Leiter des Referats für Ostasien (Referat 309) im Bundesaußenministerium war.
1997 erfolgte seine Ernennung zum Leiter des Kulturreferats sowie anschließend 2000 zum Leiter der Wirtschaftsabteilung der Botschaft in der VR China. Nach seiner Rückkehr nach Deutschland wurde er im Auswärtigen Amt 2004 zunächst Referatsleiter in der Abteilung für Globale Fragen, Vereinte Nationen, Menschenrechte und Humanitäre Hilfe (Abteilung GF) sowie 2005 in der Abteilung für Kommunikation, Öffentlichkeitsarbeit und Medien (Abteilung K).
Nach einer Tätigkeit als Geschäftsträger ad interim der Botschaft in Mali von Juli bis September 2007 absolvierte er einen einjährigen Sprachkurs in russischer Sprache. Zwischen Juli 2008 und September 2011 war er als Nachfolger des in den Ruhestand getretenen Klaus Werner Grewlich Botschafter der Bundesrepublik Deutschland in Kirgisistan.
Ab September 2011 war Holger Green Botschafter im Jemen und damit Nachfolger von Michael Klor-Berchtold, der im Februar 2011 Leiter des Krisenreaktionszentrums im Auswärtigen Amt wurde. Neue Botschafterin in Kirgisistan wurde Gudrun Sräga. Von September 2013 bis Sommer 2017 war Green Botschafter in Tadschikistan.